# Comté de Washington (Illinois)
Pour les articles homonymes, voir Comté de Washington.
Le comté de Washington est un comté situé dans l'État de l'Illinois aux États-Unis. 

## Comtés voisins
|                              | Nord : Comté de Clinton                  | Nord-Est : Comté de Marion |
| Ouest : Comté de Saint Clair | Comté de Washington                      | Est : Comté de Jefferson   |
|                              | Sud : Comté de Perry & Comté de Randolph |                            |

## Transports
- Interstate 64
- U.S. Route 51
- Illinois Route 15
- Illinois Route 127
- Illinois Route 160
- Illinois Route 177

## Villes
- Addieville
- Ashley
- Hoyleton
- Irvington
- Nashville
- New Minden
- Oakdale
- Okawville
- Radom
- Richview
- Venedy